# Mike Melvoin
Michael „Mike“ Melvoin (* 10. Mai 1937 in Oshkosh, Wisconsin; † 22. Februar 2012 in Burbank, Kalifornien) war ein US-amerikanischer Jazzpianist, Arrangeur und Komponist.

## Leben und Wirken
Mike Melvoin begann im Alter von drei Jahren Klavier zu spielen. Er studierte zunächst Englisch am Dartmouth College, wo er 1959 graduierte, entschied sich aber danach, eine Karriere als Jazzmusiker einzuschlagen. Nach seinem Umzug nach Los Angeles 1961 arbeitete er mit Frank Rosolino, Leroy Vinnegar, Gerald Wilson, Paul Horn, Terry Gibbs, Joe Williams, Peggy Lee und Tom Waits. Zumeist war er als Studiomusiker tätig; so wirkte er bei Aufnahmen von Milt Jackson, Gábor Szabó, Stan Getz, Frank Sinatra, Natalie Cole, Helen Reddy, John Lennon (Stand By Me), Barbra Streisand, Quincy Jones, Michael Jackson, Tom Waits, Lalo Schifrin und den Pet Sounds-Sessions 1966 der Beach Boys mit. Als Arrangeur arbeitete er für The Ventures. Ferner war er der erste aktive Musiker, der als nationaler Vorsitzender der Recording Academy fungierte. Daneben spielte er in Clubs in Los Angeles, begleitete den Sänger Bill Henderson und wirkte bei Plattenaufnahmen von Herb Ellis und Plas Johnson bei Concord Jazz mit.

## Familie
Melvoin war mit Constance Lula Ives (* 31. Dezember 1936; † 7. Mai 2020) verheiratet und hatte mit ihr drei gemeinsame Kinder. Ihr Sohn Jonathan (* 1961; † 1996) war unter anderem Tour-Keyboarder der US-Band The Smashing Pumpkins. Die Zwillinge Susannah und Wendy (* 1964) sind Mitglieder der Band The Revolution, die in den 1980er Jahren von dem Musiker Prince gegründet worden war.

## Diskographische Hinweise

### Aufnahmen unter eigenem Namen
- Keys to Your Mind (Liberty Records, 1966)
- Between the Two (Liberty, 1968)
- The Plastic Cow Goes Moooooog (Dot Records, 1969)
- Unknown Title (Discwasher, 1979)
- Redeye (Voss Records, 1988)
- The Capitol Sessions (mit Bill Henderson und Charlie Haden) (Naim, 1999)
- Oh Baby (City Light, 2002)
- It′s Always You (mit Phil Woods) (City Light, 2003)
- Like Jazz (mit David Basse) (City Light, 2003)
- Playing the Word (City Light, 2006)
- You Know (City Light, 2006)

### Aufnahmen als Begleitmusiker
Mit Milt Jackson
- Memphis Jackson (Impulse!, 1969)

Mit Gábor Szabó
- Light My Fire (Impulse!, 1967) mit Bob Thiele
- Wind, Sky and Diamonds (Impulse!, 1967)
- 1969 (Skye, 1969)

Mit Tom Waits
- Nighthawks at the Diner (Asylum, 1975)

### Filmografie
- 1979: Ashanti
- 1979: Was, du willst nicht? (The Main Event)
- 1981: Helden der Straße (King of the Mountain)
- 1987: Chicago Blues (The Big Town)
- 1989: Blind Fear – Nackte Angst (Blind Fear)

## Lexikalische Einträge
- Leonard Feather, Ira Gitler: The Biographical Encyclopedia of Jazz. Oxford University Press, New York 1999, ISBN 0-19-532000-X.